# منطقة دهرواد
دهرواد رمزها «DH» (بالإنجليزية: Dharwad)‏ ، هو تقسيم إداري لدولة الهند تتبع ولاية كارناتاكا (بالإنجليزية: Karnataka)‏ ، مركزها هو مدينة دهرواد (بالإنجليزية: Dharwad)‏ عدد سكانها حسب تعداد سنة 2001 هو 1,603,794 ، مساحتها 4,265 كم² وكثافة السكان 376 لكل كم² .